# إرشاد (علم نفس)
الإرشاد (بالإنجليزية: counseling)‏ أو التدخل (بالإنجليزية: intervention)‏ هو محاولة مدبرة من قبل شخص أو عدة أشخاص - عادة العائلة والأصدقاء - للحصول على شخص لطلب المساعدة المهنية لحالة الإدمان أو أي نوع آخر من الأحداث الأليمة أو الأزمات أو غيرها من المشكلات الخطيرة.
غالبا ما يستخدم مصطلح التدخل عندما يتضمن الحدث الصادم إدمان المخدرات أو غيرها من البنود، ويمكن أن يشير التدخل أيضا إلي العودة إلى استخدام تقنية مشابهة أثناء جلسة العلاج.
استخدم التدخل لمعالجة مشاكل شخصية خطيرة، بما في ذلك الكحول والقمار القهري، وتعاطي المخدرات، وتناول الطعام القهري وغيرها من اضطرابات الأكل، وإيذاء النفس والوقوع ضحية لسوء المعاملة.